# شوی الن دی‌جنرس
شوی الن دی‌جنرس (به انگلیسی: The Ellen DeGeneres Show) که معمولاً با نام ساده الن (به انگلیسی: Ellen) شناخته می‌شود، یک تاک شوی آمریکایی بود که مجری آن کمدین و بازیگر آمریکایی، الن دی‌جنرس بود. این شو در ۸ سپتامبر ۲۰۰۳ آغاز به کار کرد و در سال ۲۰۲۲ به اتمام رسید. این شو از هنگام اجرای آن تاکنون برنده ۳۲ جایزه امی شد.